# The Prince (película de 2014)
The Prince es una película de suspenso y acción estadounidense de 2014 dirigida por Brian A. Miller. Está protagonizada por Jason Patric, Bruce Willis, John Cusack y Rain. La película se estrenó en VOD y en cines por parte de Lionsgate el 22 de agosto de 2014.

## Argumento
Paul, un asesino a sueldo ya retirado, se debe enfrentar a antiguos enemigos para rescatar a su hija que fue secuestrada.

## Reparto
- Jason Patric[4] como Paul
- Bruce Willis como Omar
- John Cusack como Sam
- Curtis "50 Cent" Jackson como The Pharmacy
- Rain como Mark
- Jessica Lowndes como Angela
- Jesse Pruett como Wilson
- Gia Mantegna como Beth
- Didi Costine como Rachel
- Bonnie Somerville como Susan
- Tim Fields como Jimmy
- Johnathon Schaech como Frank
- Andréa Burns como Janine
- Courtney B. Turk como Meagan
- Tyler Jon Olson como Eddie

## Producción
El rodaje tuvo lugar en Mobile, Alabama, dentro y alrededor del Battle House Hotel y la contigua RSA Battle House Tower. Bruce Willis completó sus escenas el 3 de diciembre de 2013, seguido por Rain y Jason Patric, quienes completaron sus escenas iniciales el 6 de diciembre.

## Estreno
Lionsgate le dio a la película un estreno limitado el 22 de agosto de 2014 y la lanzó en DVD y Blu-ray el 28 de octubre de 2014.